# 撫佐仁美
撫佐 仁美（むさ ひとみ、1985年11月5日 - ）は、ニューヨークを活動拠点とする日本人のミュージカル女優である。元劇団四季所属。

## 経歴・人物
父はTOA元常務取締役の故・撫佐和夫、兄はロックバンドのワタナベフラワー 撫佐秀和。幼少期は、家族と共に米国及びカナダで暮らしていた時期がある。その後帰国し、10歳の時に大阪の児童劇団に入団しミュージカルに触れ、中学校期まで在籍。一方で小学生の頃から器械体操を始め、高校でダンス部に入ったことでダンスに嵌り、ダンサーになることを目指していた。
高校卒業後は2年間専門学校でミュージカルを学び、卒業後に一度劇団四季を受けたが書類審査で落ち、本場ニューヨークのダンススクールに留学。
2007年7月の劇団四季のオーディションに再度挑戦し合格、同年12月に『ウェストサイド物語』エステラ役で四季の初舞台を踏む。その後数々の舞台に出演し主役などを務めたが、2012年劇団四季を退団。
退団後は渡米し、ニューヨークを活動拠点として数々の舞台に出演している。また舞台の振付師としても活動の場を広げ、最近ではAlvin & Chipmunks の全米ツアーに絡み、FOXテレビの朝のニュース番組にAlvin役で出演。2016年初夏には、念願であったコーラスラインとウエストサイド物語の出演を果たした。
2017年の1月には、TBS・NEWS23の特集コーナーで取り上げられ、日頃の練習風景やインタビューなどが放送された。ニューヨークのコミュニティー新聞の取材を受ける機会も増えてきている。

## 主な出演作品

### 劇団四季
- ウェストサイド物語（エステラ、マルガリータ、フランシスカ）
- キャッツ（ジェミマ）
- 春のめざめ（マルタ）
- マンマ・ミーア!（アンサンブル）

### 米国公演
- Miss Saigon（Yvonne)
- White Christmas（Mrs.Snoringman)
- The Little Mermaid（Ensemble)
- The Wiz （Ensemble)
- Siren's Den （Vulture)
- The Little People Live (Mia)
- The Garfield Christmas (Odie)
- Sleepy Hollow (Choreographer)
- Gilgamesh (Choreographer)
- Avenue Q (Christmas Eve)
- Sleeping Beauty (Choreographer & Fauna)
- Jackie Mason (Trixie)
- Alvin & Chipmunks (Alvin & Swing)
- A Chorus Line (Connie)
- West side story (Teresita)